# Sporting Football Club Femenino
El Sporting Football Club Femenino es un equipo de fútbol femenino que juega en la Primera División Femenina de Costa Rica, ubicado en Pavas, San José.

## Historia
El equipo albinegro adquirió la franquicia de la La U Universitarias en el 2020, obteniendo su cupo en la máxima categoría costarricense. El 1 de marzo de 2020 debutó en la Primera División de Costa Rica, enfrentándose ante el Suva Sports, las albinegras lograron ganar en su debut con el marcador 3-5, debido a los goles Marilenis Oporta, María José Garro, Fernanda Chavarría, Karla Villalobos, Indira González. En su primera temporada, el Sporting F. C. se ubicó en la segunda posición con 9 puntos del Torneo Clausura 2020, debido a la pandemia del COVID-19, el torneo clausura se canceló, declarándose desierto en su debut.
El 9 de julio de 2022, se enfrentó ante el C. S. Herediano por la final del Torneo de Copa de Costa Rica, el juego finalizó con la victoria en el marcador 0-3, debido a los goles de Katherine Arroyo, Daniela Mesén, y Yoselin Fonseca. En su segundo encuentro fue dado el 16 de julio en el Estadio Ernesto Rohrmoser, el encuentro finalizó con empate 3-3, debido al triplete de Katherine Arroyo a los minutos 19, 28 y 87, mientras en el marcador global se encontraba en victoria 6-3, el Sporting F. C. obtenía su primer cetro de manera histórica. El equipo estaba conformado por: Julieth Arias, Steysi Arias, Yoselin Fonseca, Raquel Chacón, Yesmi Rodríguez, Daniela Mesén, Fernanda Chavarría, Nicole De Obaldía, Valeria Hernández, Kimberly Lázaro, Jimena González, Katherine Arroyo, Camila García, bajo la dirección técnica de Edgar Rodríguez.
El 15 de enero de 2023, se disputó la Supercopa de Costa Rica contra la L. D. Alajuelense en el Estadio Nacional, debido al gol de la panameña Karla Riley al minuto 68, ponía el primer tanto en el marcador 0-1, llegado a empatarse por la L. D. Alajuelense por medio de Alexandra Pinell al minuto 88, el encuentro se alargó a tiempos extras, y sin moverse el marcador se debió definir en tanda de penales, la gran actuación de Daniela Solera impidió dos goles de la L. D. Alajuelense, y debido a los goles en tanda de penales por Carol Sánchez, Celeste Jiménez, y Lourdes Viana, el Sporting F. C. lograba coronarse campeonas en el marcador 1-3. El equipo estaba conformado por: Daniela Solera, Diana Sáenz, Carol Sánchez, Celeste Jiménez, María Paula Porras, Fernanda Chavarría, Cristin Granados, Candela Andújar, Katherine Arroyo, Yerling Ovares, Karla Riley, Evanny Calvo, Steysi Arias, Jeimy Umaña, Emily Flores, Lourdes Viana, Raquel Chacón, Yesmi Rodríguez, Yoselin Fonseca, Tanisha Fonseca, Jimena González, bajo la dirección técnica de Edgar Rodríguez.

## Simbología

### Escudo
El escudo es de una forma redonda, utilizando los colores de blanco y negro, utilizando las letras de Sporting en la parte de arriba y el Football Club debajo, en los laterales se encuentran los números 20 y 19 como fecha de fundación del equipo (debido a su sección masculina), dentro del escudo se encuentra un color de fondo negro y letras de color blanco refiriéndose al SFC.

Bandera oficial

### Mascota
Las mascotas del Sporting Football Club, se oficializaron a partir del 13 de diciembre de 2022, con dos hermanos llamados Albo y Alba, inspirados en la diversidad de San José. Alba es parte de la sección femenina, suele utilizar un uniforme de color negro, con un peinado con forma de cola de caballo. Alba es también la segunda mascota que tiene representación femenina en la Primera División Femenina de Costa Rica.
Según el comunicado de Sporting Football Club, la personalidad de Alba es de la siguiente manera:
Alba tiene 16 años, "Es extrovertida, muy sociable en redes sociales, pasa conectada al celular, es desafiante, todo lo hace al revés, pero lo hace bien, para ella los amigos son lo más importante de la vida. Baila Hip Hop".

## Estadio

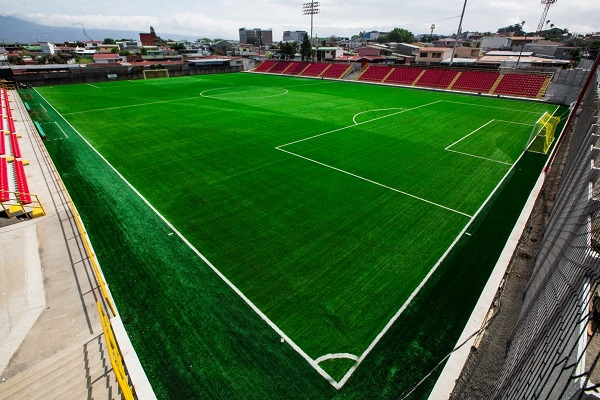

El Estadio Ernesto Rohrmoser se encuentra ubicado en Pavas, de la provincia de San José. Cuenta con un aforo de 3,000 espectadores, con una gramilla de césped sintético y está catalogado con dos estrellas, según la FIFA.

## Datos del club

### Primera División
- Primer partido: 1 de marzo de 2020, vs Suva Sports.[2]
- Primera victoria: 1 de marzo de 2020, 3-5 vs Suva Sports.[2]
- Primera victoria como local: 14 de marzo de 2020, 4-1 vs Arenal de Coronado.[18]
- Primera victoria como visitante: 1 de marzo de 2020, 3-5 vs Suva Sports.[2]
- Primera derrota: 8 de agosto de 2020, 0-1 vs Club Sport Herediano.[19]
- Primera derrota como local: 8 de agosto de 2020, 0-1 vs Club Sport Herediano.[19]
- Primera derrota como visitante: 12 de agosto de 2020, 1-0 vs Deportivo Saprissa.[20]
- Primer gol: 1 de marzo de 2020,  Marilenis Oporta, vs Suva Sports.[2]
- Mayor goleada a favor: 16 de marzo de 2022 (10-0 vs Suva Sports).[21][22]
- Goleadora extranjera con más anotaciones:  Lourdes Viana (19 goles)

#### Goleadoras
Se muestra un listado de jugadoras que han campeonizado como goleadoras de la competición.
| Jugadora                      | Goles | Año     |
| ----------------------------- | ----- | ------- |
| Lourdes Viana                 | 9     | AP-2023 |
| Lourdes Viana Candela Andújar | 8     | CL-2023 |

### Torneo de Copa
- Primer partido: 16 de enero de 2022, vs Suva Sports.[23]
- Primera victoria: 22 de enero de 2022 vs L. D. Alajuelense, 2-0.[24]
- Primera victoria como local: 22 de enero de 2022 vs L. D. Alajuelense, 2-0.[24]
- Primera victoria como visitante: 22 de junio de 2022, 1-3 vs Municipal Pérez Zeledón.[25]
- Primera derrota: 16 de enero de 2022 vs Suva Sports, 2-0.[23]
- Primera derrota como visitante: 16 de enero de 2022 vs Suva Sports, 2-0.[23]
- Primer gol: 22 de enero de 2022,  Nicole De Obaldía, vs L. D. Alajuelense.[26]
- Mayor goleada a favor: 1 de febrero de 2024 (12-0 vs Macoy Alajuelita).[27]

#### Goleadoras
Se muestra un listado de jugadoras que han campeonizado como goleadoras de la competición.
| Jugadora        | Goles | Año  |
| --------------- | ----- | ---- |
| Yoselin Fonseca | 6     | 2024 |

### Supercopa
- Primer partido: 15 de enero de 2023, vs L. D. Alajuelense.[28]
- Primera derrota: 10 de marzo de 2024, 1-2 vs L. D. Alajuelense.[29]
- Primer gol: 15 de enero de 2023,  Karla Riley, vs L. D. Alajuelense.[9]

### Internacional
- Mejor posición: 3 de Centroamérica, 21 de Concacaf, 129 a nivel mundial, según la IFFHS.[30]

 Datos a su mejor posición el 5 de mayo de 2023.

## Entrenadores
Se muestra un listado de directores técnicos que han dirigido al equipo.
| - Allan Campos (2020) - Valiant Sunsing (2020) - Randall Chacón (2020-2021) - Edgar Rodríguez (2021-2023) - José Rodríguez (2023-2024) - Ricardo Valladares (2024) - Juan Pablo Guzmán (2024) - Rafael Campos (2025-presente) |

## Palmarés

### Títulos nacionales (2)
| Competiciones nacionales             | Títulos | Subcampeonatos                     |
| ------------------------------------ | ------- | ---------------------------------- |
| Primera División de Costa Rica (0/4) |         | CL-2022, AP-2023, CL-2023, AP-2024 |
| Torneo de Copa de Costa Rica (1/0)   | 2022    |                                    |
| Supercopa de Costa Rica (1/1)        | 2022    | 2023                               |